# Höstlöpare
Höstlöpare (Licinus depressus) är en skalbaggsart som först beskrevs av Gustaf von Paykull 1790.  Höstlöpare ingår i släktet Licinus, och familjen jordlöpare. Enligt den finländska rödlistan är arten nära hotad i Finland. Arten är reproducerande i Sverige. Artens livsmiljö är torra gräsmarker.

## Bildgalleri

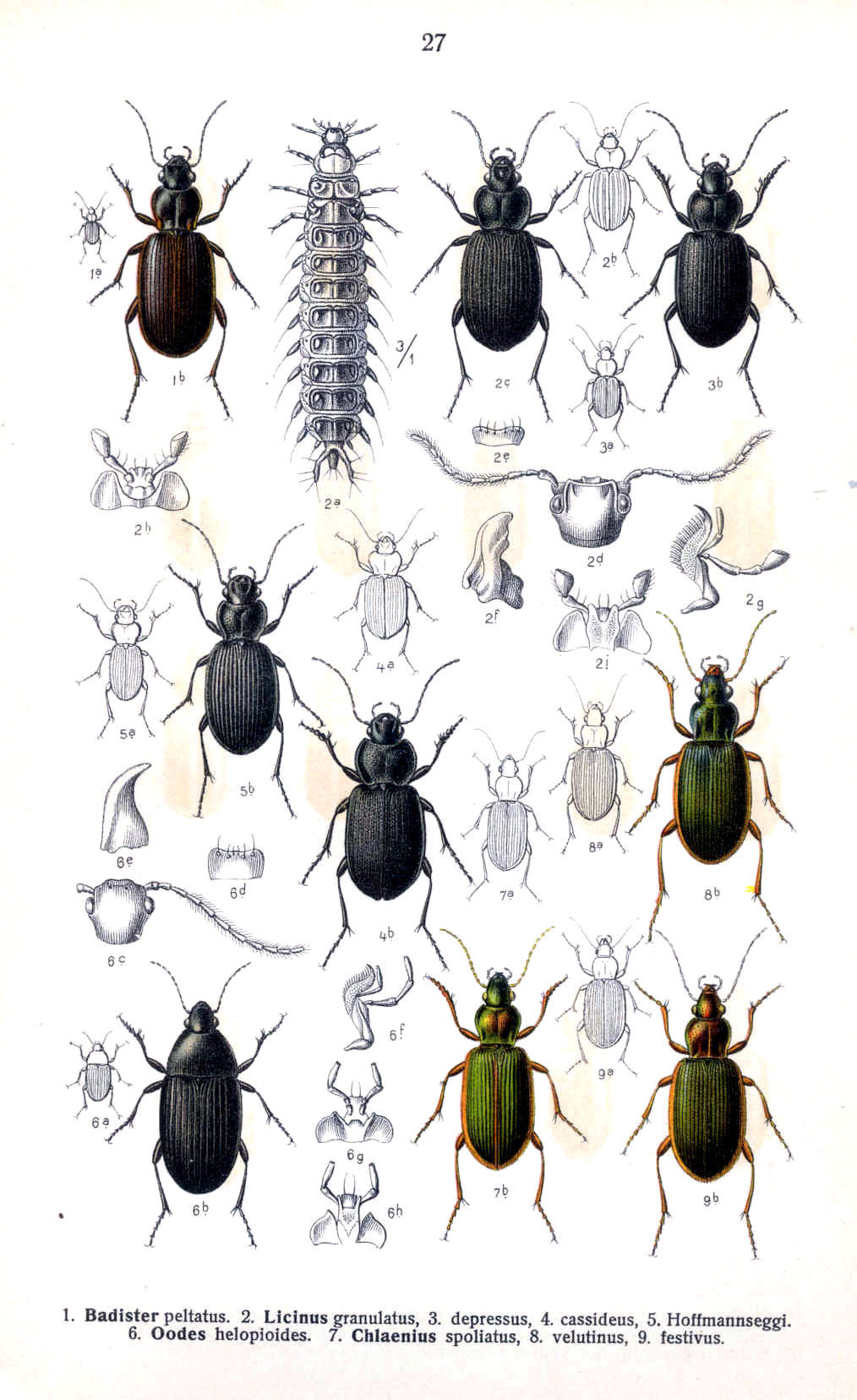